# Wow! Wow! Wubbzy!
Wow! Wow! Wubbzy! è una serie televisiva animata statunitense del 2006, creata da Bob Boyle, già creatore di Yin Yang Yo! e prodotta da Bolder Media (joint venture tra Frederator Studios and Mixed Media Group) e Starz Media.
La serie è stata trasmessa per la prima volta negli Stati Uniti su Nickelodeon e Starz Kids & Family dal 21 agosto 2006 al 21 febbraio 2010, per un totale di 52 episodi ripartiti su due stagioni. In Italia è stata trasmessa su  Rai Yoyo.

## Trama
La serie è incentrata sulle avventure di una creatura gialla di nome Wubbzy insieme ai suoi amici Widget, Walden e successivamente Daizy. Vivono tutti nella città di Wuzzleburg, un luogo popolato da creature di ogni tipo.

## Episodi
| Stagione         | Episodi | Prima TV USA | Prima TV Italia |
| ---------------- | ------- | ------------ | --------------- |
| Prima stagione   | 26      | 2006-2008    | 2008-2009       |
| Seconda stagione | 26      | 2008-2010    | Inedita         |
| Speciali         | 2       | 2008-2009    | Inedito         |

## Personaggi e doppiatori

### Personaggi principali
- Wubbzy (stagioni 1-2), voce originale di Grey DeLisle, italiana di Gemma Donati.
- Widget (stagioni 1-2), voce originale di Lara Jill Miller, italiana di Cinzia Villari.
- Walden (stagioni 1-2), voce originale di Carlos Alazraqui, italiana di Paolo Vivio.
- Daizy (stagione 2), voce originale di Tara Strong.

### Personaggi di supporto
- Buggy, voce originale di Grey DeLisle.
- Huggy, voce originale di Lara Jill Miller.
- Earl, voce originale di Carlos Alazraqui, italiana di Emiliano Ragno.
- Kooky Kid, voce originale di Grey DeLisle.
- Sparkle, voce originale di Grey DeLisle.
- Shimmer, voce originale di Tara Strong.
- Shine, voce originale di Beyoncé.

### Personaggi ricorrenti
- Ty Ty The Tool Guy, voce originale di Ty Pennington.
- Poliziotto, voce originale di Carlos Alazraqui.
- Capo Fritz, voce originale di Carlos Alazraqui.
- Giornalista, voce originale di Carlos Alazraqui.
- Miss Bookfinder, voce originale di Grey DeLisle.
- Moo Moo il mago, voce originale di Carlos Alazraqui.